# Christ Church (Barbados)
Christ Church è una parrocchia di Barbados.
Il territorio ha una superficie di 57 km² ed una popolazione di 54.336 abitanti (Censimento 2010).
Il principale centro abitato è Oistins (1.203 abitanti)
È servita dall'Aeroporto Internazionale Grantley Adams.